# Los Cabos
Los Cabos egy község Mexikó Déli-Alsó-Kalifornia államának déli részén. 2010-ben lakossága kb. 238 000 fő volt, ebből mintegy 70 000-en laktak a községközpontban, San José del Cabóban, a többi 168 000 lakos a község területén található 548 kisebb-nagyobb településen élt. Egyes felmérések szerint Los Cabos a világ egyik legveszélyesebb városa.

## Fekvése
A község a Kaliforniai-félsziget csúcsán terül el, területe legnagyobb részt hegyvidék, a magasabb hegyek a nyugati felén találhatók. Legmagasabb pontja az 1800 méteres tengerszint feletti magasságot közelíti. A legdélebbi város Cabo San Lucas, a községközpont, San José del Cabo nála kissé északabbra és keletebbre fekszik. A kevés, ráadásul az év során időben sem egyenletesen eloszló csapadék miatt állandó vízfolyások nincsenek a község területén, csak időszakos patakok. Az alacsonyabb vidékekre bozótos területek jellemzők (ezek összesen körülbelül 42%-ot tesznek ki), a hegyeket többnyire vadon és erdőségek borítják. A mezőgazdaság mindössze a község területének 3%-át hasznosítja, jórészt a községközpont környékén és az attól északra húzódó völgyben.

## Élővilág
A község élővilága igen változatos. A szárazföldi állatok közül legjellemzőbbek az amerikai borz, a bűzösborzfélék, a prérifarkas, a szürkeróka, a puma, a vörös hiúz, az észak-amerikai macskanyérc, az öszvérszarvas, a mosómedve, különféle nyulak, rágcsálók és denevérek. A legfontosabb madárfajok a fürjek, galambok, harkályok, fecskék, hollók, gezerigófélék, királygébicsfélék, a kardinálispinty, a beryll-amazília, sirályok, a vörhenyes gödény, a tildillo, a zarapico és az albatrosz. 850-féle tengeri állata közül legjelentősebbek a vitorláskardoshal-félék, a kardhalak, a tonhalak és fókák.

## Népesség
A község lakóinak száma a közelmúltban rendkívül gyorsan növekedett, az 1990 és 2010 közti időszakban közel öt és félszeresére nőtt. A változásokat szemlélteti az alábbi táblázat:
| Év   | Lakosság |
| ---- | -------- |
| 1990 | 43 920   |
| 1995 | 71 031   |
| 2000 | 105 469  |
| 2005 | 164 162  |
| 2010 | 238 487  |

## Települései
A községben 2010-ben 549 lakott helyet tartottak nyilván, de nagy részük igen kicsi: 404 településen 10-nél is kevesebben éltek. A jelentősebb helységek:
| Település                         | Lakosság (2010) |
| --------------------------------- | --------------- |
| San José del Cabo (községközpont) | 69 788          |
| Cabo San Lucas                    | 68 463          |
| Colonia del Sol                   | 48 032          |
| Las Palmas                        | 11 562          |
| Las Veredas                       | 10 478          |
| San José Viejo                    | 7222            |
| La Ribera                         | 2050            |
| San Bernabé                       | 1794            |
| La Playa                          | 1417            |
| Miraflores                        | 1384            |